# Song Beom-keun
Đây là một tên người Triều Tiên, họ là Song.
Song Bum-keun (Hangul: 송범근; Hanja: 宋範根; sinh ngày 15 tháng 10 năm 1997) là một cầu thủ bóng đá người Hàn Quốc hiện đang thi đấu ở vị trí thủ môn cho Shonan Bellmare và Đội tuyển bóng đá quốc gia Hàn Quốc.

## Sự nghiệp câu lạc bộ

### Jeonbuk Hyundai Motors
Ngày 20 tháng 2 năm 2018, Song ra mắt chuyên nghiệp ở Giải vô địch bóng đá các câu lạc bộ châu Á 2018 trước Kitchee SC.

### Câu lạc bộ
Tính đến 25 tháng 8 năm 2019
| Câu lạc bộ             | Mùa giải  | Giải vô địch | Giải vô địch | Giải vô địch | Cúp     | Cúp       | Châu lục | Châu lục  | Tổng cộng | Tổng cộng |
| Câu lạc bộ             | Mùa giải  | Hạng đấu     | Số trận      | Bàn thắng    | Số trận | Bàn thắng | Số trận  | Bàn thắng | Số trận   | Bàn thắng |
| ---------------------- | --------- | ------------ | ------------ | ------------ | ------- | --------- | -------- | --------- | --------- | --------- |
| Jeonbuk Hyundai Motors | 2018      | K League 1   | 30           | 0            | 0       | 0         | 8        | 0         | 38        | 0         |
| Jeonbuk Hyundai Motors | 2019      | K League 1   | 27           | 0            | 0       | 0         | 8        | 0         | 35        | 0         |
| Jeonbuk Hyundai Motors | Tổng cộng | Tổng cộng    | 57           | 0            | 0       | 0         | 16       | 0         | 73        | 0         |

## Danh hiệu

### Câu lạc bộ
Jeonbuk Hyundai Motors
- K League 1: 2018, 2019

### Quốc tế
U-23 Hàn Quốc
- Đại hội Thể thao châu Á: 2018
- Giải vô địch bóng đá U-23 châu Á: 2020